# Tusitala lutzi
Tusitala lutzi är en spindelart som beskrevs av Roger de Lessert 1927. Tusitala lutzi ingår i släktet Tusitala och familjen hoppspindlar. Inga underarter finns listade i Catalogue of Life.